# Infundibulicybe
Infundibulicybe is een geslacht van schimmels. De familie is nog niet met zekerheid vastgesteld (Incertae sedis). De typesoort is Infundibulicybe gibba.

## Soorten
Volgens Index Fungorum telt het geslacht 19 soorten (peildatum april 2024):
| Soortnaam                                   | Auteur(s)                               | Publicatiejaar |
| ------------------------------------------- | --------------------------------------- | -------------- |
| Infundibulicybe alkaliviolascens            | (Bellù) Bellù                           | 2012           |
| Infundibulicybe altaica                     | (Singer) Harmaja                        | 2003           |
| Infundibulicybe dryadum                     | (Bon) Harmaja                           | 2003           |
| Infundibulicybe geotropa                    | (Bull.) Harmaja                         | 2003           |
| Infundibulicybe gibba (Grote trechterzwam)  | (Pers.) Harmaja                         | 2003           |
| Infundibulicybe gigas (Slanke trechterzwam) | (Harmaja) Harmaja                       | 2003           |
| Infundibulicybe hongyinpan                  | L. Fan & H. Liu                         | 2018           |
| Infundibulicybe kotanensis                  | M. Ishaq, Fiaz & A.N. Khalid            | 2019           |
| Infundibulicybe lapponica                   | (Harmaja) Harmaja                       | 2003           |
| Infundibulicybe lateritia                   | (J. Favre) Vizzini & Contu              | 2012           |
| Infundibulicybe macrospora                  | M. Ali, J. Khan, Niazi & Khalid         | 2020           |
| Infundibulicybe meridionalis                | (Bon) Pérez-De-Greg.                    | 2012           |
| Infundibulicybe montana                     | (Harmaja) Harmaja                       | 2003           |
| Infundibulicybe rufa                        | Q. Zhao, K.D. Hyde, J.K. Liu & Y.J. Hao | 2016           |
| Infundibulicybe splendoides                 | (H.E. Bigelow) Vesterh.                 | 2008           |
| Infundibulicybe squamulosa                  | (Pers.) Harmaja                         | 2003           |
| Infundibulicybe sublateritia                | (Bon) N. Schwab                         | 2019           |
| Infundibulicybe subsalmonea                 | (Lamoure) N. Schwab                     | 2019           |
| Infundibulicybe trachyspora                 | J.Z. Xu, J.C. Qin & Yu Li               | 2022           |